# Alfred Ernest Wileman
Alfred Ernest Wileman, född 27 februari 1860, död 15 februari 1929, var en brittisk diplomat och amatörlepidopterist.
Han utsågs till brittisk vicekonsul för den japanska staden Hakodate och omkringliggande prefekturer i april 1901, flyttade för att bli konsul i Taiwan 1903, därefter Hawaiiterritoriet 1908 och generalkonsul i Filippinerna 1909 (då amerikanskt territorium).